# LBG
LBG is de afkorting voor Liquefied Bio Gas, wat in het Nederlands ook wel vloeibaar biogas wordt genoemd (vergelijkbaar met Liquefied natural gas, lng). Men spreekt ook wel van LBM (Liquefied biomethane).
In tegenstelling tot lng, dat geproduceerd wordt uit aardgas, is het methaan in LBG afkomstig uit biomassa. Een bron van dit gas is bijvoorbeeld mestvergisting. Een andere bron is stortgas, dat vrijkomt bij een vuilstort.
De energie-inhoud van 1 m3 (bij normale temperatuur en druk) biogas, dat 97% methaan bevat, bedraagt 9,67 kWh, wat overeenkomt met 1,1 liter ruwe aardolie.
Vooral in Zweden is men bezig deze technologie operationeel te maken, en ook zijn er plannen voor een tankstation waar met name vrachtauto's die nu op lng rijden (vergelijk de aardgasbus) van LBG kunnen worden voorzien. Op deze wijze hoopt het land minder afhankelijk te worden van geïmporteerde fossiele brandstoffen.

## Nadelen
Hoewel de grondstof in principe hernieuwbaar is, zal men bij de grootschalige productie ervan, die nodig is om een substantieel deel van de fossiele brandstof te vervangen, gebruik moeten maken van primaire biomassa, geen afval zijnde. Dat leidt echter tot de behoefte aan zeer grote oppervlakten aan plantages met energiegewassen. Uiteraard kost het ook veel energie om het gas op de gewenste, zeer lage, temperatuur van - 162°C te brengen en te houden.